# 스테이트팜 아레나 (애틀랜타)
스테이트팜 아레나(영어: State Farm Arena)는 미국 조지아주 애틀랜타에 위치한 실내 경기장이다. 현재 NBA 애틀랜타 호크스의 홈경기장으로 사용되고 있으며 과거 NHL 애틀랜타 스래셔스와 WNBA 애틀랜타 드림의 홈경기장으로 사용했다. 16,600명으로 현재 NBA 30개 경기장 중 적은 수용 능력을 가지고 있는 경기장이다.
| NBA 올스타전 개최 경기장 |                      |                 |
| 2002년                   | 2003년 필립스 아레나 | 2004년          |
| 퍼스트 유니언 센터       | 2003년 필립스 아레나 | 스테이플스 센터 |
|                          |                      |                 |
|                          |                      |                 |

| NBA 올스타전 개최 경기장 |                          |                        |
| 2019년                   | 2020년 스테이트팜 아레나 | 2021년                 |
| 유나이티드 센터          | 2020년 스테이트팜 아레나 | 로키 모기지 필드하우스 |
|                          |                          |                        |
|                          |                          |                        |

| NHL 올스타전 개최 경기장 |                      |         |
| 2007년                   | 2008년 필립스 아레나 | 2009년  |
| 아메리칸 에어라인스 센터 | 2008년 필립스 아레나 | 벨 센터 |
|                          |                      |         |
|                          |                      |         |

## WNBA경기
| 날짜            | 팀1           | 스코어  | 팀2           |
| --------------- | ------------- | ------- | ------------- |
| 2024년 6월 21일 | 인디애나 피버 | 91 - 79 | 애틀랜타 드림 |
| 2024년 8월 26일 | 인디애나 피버 | 84 - 79 | 애틀랜타 드림 |
| 2025년 5월 22일 | 인디애나 피버 |         | 애틀랜타 드림 |